# Pic du Lion
Le pic du Lion (chinois simplifié 狮子峰 ; chinois traditionnel 獅子峰 ; pinyin shīzi fēng) est un sommet du mont Jinyun à Chongqing.

## Toponymie
Vue du bas le pic aurait la forme d'un lion à plat ventre. La statue d'un lion en bronze y a été installée.